# Avaya
Avaya este o companie americană de telecomunicații cu 20.000 de angajați.

## Produse
Avaya Principalele familii de produse:
- Avaya IP Office este destinat în special pentru întreprinderile mici și mijlocii.
- Avaya Aura ™. Ea include următoarele produse:
  - Avaya Aura™ Communication Manager
  - Avaya Aura™ Communication Manager Branch
  - Avaya Aura™ Session Manager
  - Avaya Aura™ SIP Enablement Services
  - Avaya Aura™ System Manager
  - Avaya Aura™ Communication Manager Messaging
  - Avaya Aura™ Application Enablement Services
  - Avaya Aura™ Presence Services
  - Avaya Integrated Management
  - Avaya Aura™ Media Services
  - Avaya Aura™ System Platform
  - Avaya Communication Server 1000
- Avaya Data
  - Virtual Services Platform 9000 (VSP 9000)
  - Ethernet Routing Switch (ERS) 8800
  - Ethernet Routing Switch (ERS) 8300
  - Ethernet Routing Switch (ERS) 5600
  - Ethernet Routing Switch (ERS) 5500
  - Ethernet Routing Switch (ERS) 4500
  - Ethernet Routing Switch (ERS) 2500
  - Secure Router 2330/4134
  - WLAN 8100
  - VPN Gateway
  - Identity Engines